# Белики (Черниговская область)
Белики (укр. Білики) — село в Козелецком районе Черниговской области Украины. Население — 317 человек. Занимает площадь 0,894 км². На берегу реки Гнилуша.
Код КОАТУУ: 7422080701. Почтовый индекс: 17045. Телефонный код: +380 4646.

## Власть
Орган местного самоуправления — Беликовский сельский совет. Почтовый адрес: 17044, Черниговская обл., Козелецкий р-н, с. Белики, ул. 70-летия Октября, 2.